# Temazcal
Temazcal é um local construído para a realização de banhos a vapor. Os indígenas a utilizavam para a purificação do corpo e do espírito através dos elementos sagrados: o fogo e a água.

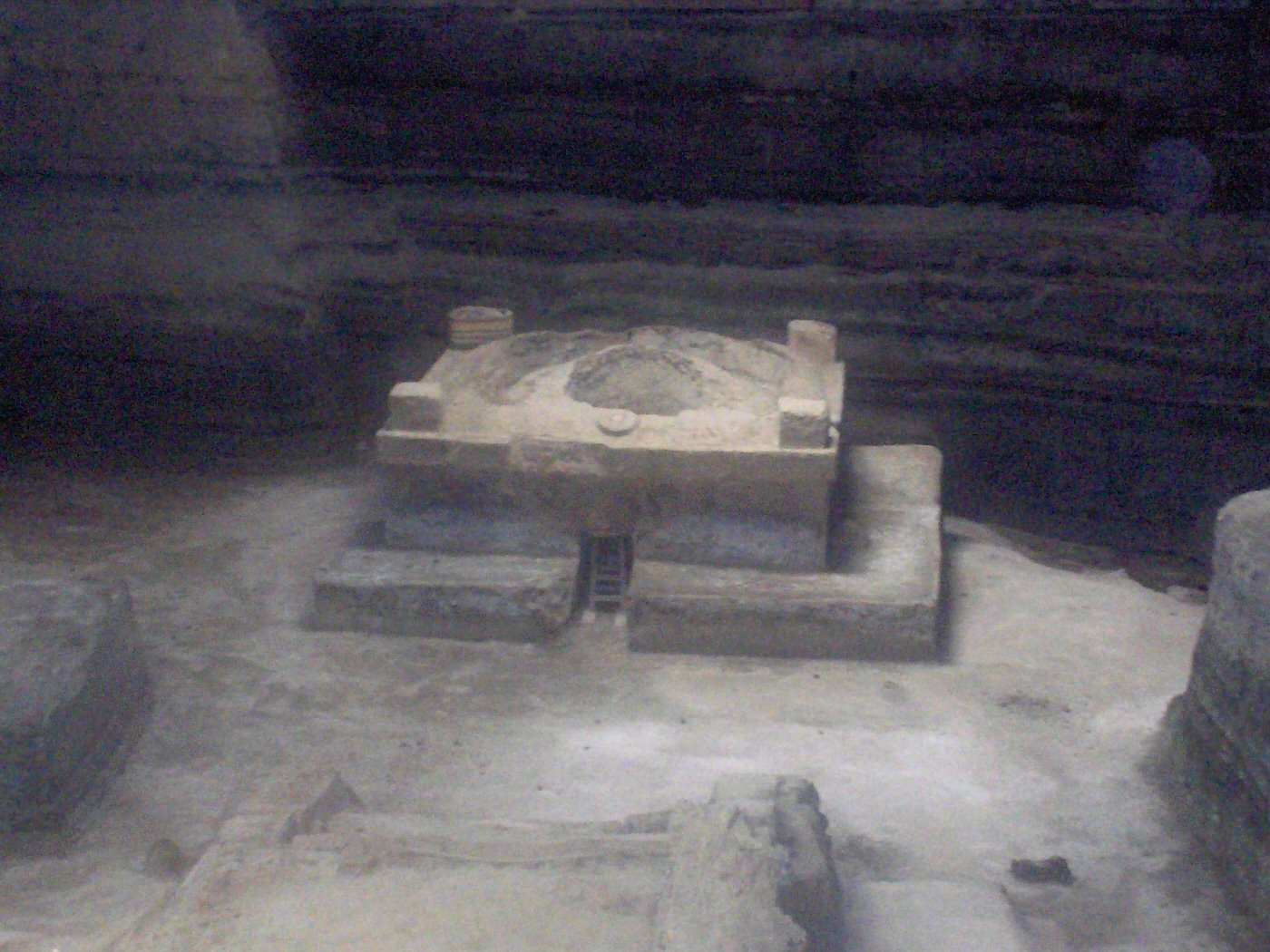

A temazcal foi descrita pelo  historiador francês Jacques Soustelle, autor de vários estudos sobre os astecas, como uma sauna contemporânea: "o nativo entrava na casa de banho por uma porta baixa e jogava água na parede quente. Envolvido pelo vapor, ele esfregava energicamente ervas no corpo.". O banho podia ser individual ou coletivo. A atmosfera era aquecida e úmida e recendia extratos naturais.
As temazcalli abrigavam entre seis e dez pessoas, Eram construções pequenas, semiesféricas, feitas de pedra ou tijolo cru. Geralmente, construídas anexas ao local de habitação funcionava com um forno mantido aceso constantemente.
Os maias e astecas utilizavam a temazcal com muita frequência para higiene corporal. A casa de banho era também consagrada aos deuses. A cada temazcal construída, um pequeno ídolo de pedra era enterrado no local, simbolizando a presença de uma divindade: Temazcalteci, a deusa dos banhos, ou Tlazoteotl, a deusa do nascimento.

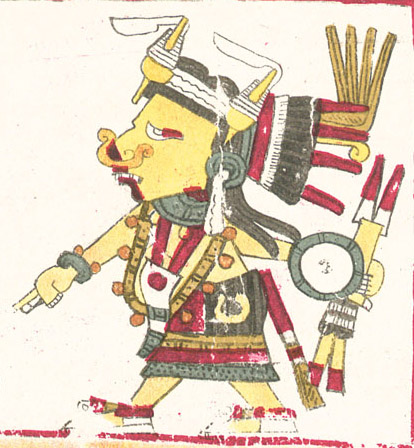
A depiction of Tlazoteotl, styled as in the Codex Borgia manuscript.

Ali, os nativos realizam cerimônias curativas para doenças nervosas, doenças de pele, picadas venenosas, ferimentos de guerra. O banho na temazcal servia ainda para convalescentes de febre, infecção e pós-parto.
A sociedade asteca utilizava a terapia térmica como um método de cura favorito, mas também utilizavam massagens e conheciam as propriedades curativas das plantas. Os índios totonacas,  tarahumara e otomis utilizam a temazcal para cerimônias de cura, para  o nascimento e o batismo de suas crianças e, também, quando uma criança morre usam a temazcal para oferecer - em sacrifício - o sangue de um galo para os deuses e suplicam que eles enviem outra criança para substituir a que se foi.
O códice magliabechiano e o códice florentino contém informações sobre os costumes ligados aos banhos termais utilizados para a realização de cerimônias religiosas e terapias medicinais.
A tradição dos banhos a vapor é muito antiga. Os maias (300-900) e os astecas (1325-1521) eram adeptos fervorosos dessa prática importante no cotidiano dos pré-colombianos. A temazcal, além da limpeza e da higiene tinha finalidade terapêutica e religiosa.
Os códices preservaram inúmeras informações sobre os costumes ligados a esses banhos, representadas por ilustrações. Desenhos que orientam, além de práticas religiosas,  sobre tratamentos de saúde, desde doenças nervosas à picadas venenosas, ferimentos de guerra e sequelas de fraturas. Os índios totonacas ainda utilizam a temazcal para o batismo de recém-nascidos e acreditam que o vapor purifica.